# Lunnevad
Lunnevad är en bebyggelse på båda sidor om Lillån sydväst om Sjögestad i Linköpings kommun. Sedan 2020 avgränsar SCB här en småort.